# Foltești
Foltesti là một xã thuộc hạt Galați, România. Dân số thời điểm năm 2002 là 3331 người.